# Revelation of the Daleks
A Revelation of the Daleks a Doctor Who sorozat 142. része, amit 1985. március 23. és március 30. között mutatott be a BBC1.
Ez volt az utolsó 45 perces epizód, egészen 2005-ig, mikor újraindították a sorozatot.
Eredetileg ezzel a résszel akarta abbahagyni a BBC a sorozat készítését. De végül a sorozat egy közel másfél éves szünetre küldte.

## Történet
A Doktor és Peri a Necros bolygóra mennek, meg szeretnék látogatni Arthur Stengos professzort, a Doktor régi barátját. A professzor időközben találkozott a bolygó katakobáiban élő Nagy Gyógyítóval, s a Doktor észrevesz rajta, hogy valahogy más mint régen. A katakombák ismert részében készítik fel az elhunytakat a végső temetésre, a láthatatlan alsó régiókban azonban a testüket gonosz célokra használják fel. A Nagy Gyógyító másik neve Davros - a dalekok atyja...

## Epizódlista
| #  | Bemutató napja    | Hossza | Nézők száma (millió) |
| -- | ----------------- | ------ | -------------------- |
| 1. | 1985. március 23. | 44:31  | 7,4                  |
| 2. | 1985. március 30. | 45:27  | 7,7                  |

## Könyvkiadás
A történetből sosem készület el hivatalosan könyv (hasonlóan a The Pirate Planet, City of Death, Resurrection of the Daleks részekhez) jogi okokból. De készült egy nemhivatalos könyv Jon Preddle írásában, és Új-Zélandon adta ki a helyi Doctor Who rajongói csoport. Később 1992-ben eBook formájában feltöltötték az internetre.

## Otthoni kiadás
- VHS-en 1999-ben adták ki a Planet of the Daleks c. résszel együtt.
  - 2001-ben ismét kiadták a Davros Box Set nevű dobozban.
- DVD-n 2005. július 11-én adták ki.
  - Később kiadtak egy javított változatot.

### Fordítás
- Ez a szócikk részben vagy egészben  a   Revelation_of_the_Daleks című angol Wikipédia-szócikk fordításán alapul.  Az eredeti cikk szerkesztőit annak laptörténete sorolja fel. Ez a jelzés csupán a megfogalmazás eredetét és a szerzői jogokat jelzi, nem szolgál a cikkben szereplő információk forrásmegjelöléseként.